# Palaeomolis glaphyra
Palaeomolis glaphyra är en fjärilsart som beskrevs av Evans 1843. Palaeomolis glaphyra ingår i släktet Palaeomolis och familjen björnspinnare. Inga underarter finns listade i Catalogue of Life.